# Animali In Calore Surriscaldati Con Ipertermia Genitale/Cat in Red
Animali In Calore Surriscaldati Con Ipertermia Genitale/Cat in Red è il secondo split dei Fantômas ed il diciassettesimo dei Melt-Banana pubblicato nel 2005 dall'etichetta discografica italiana Unhip Records.

## Descrizione
Fu pubblicato su un vinile di 5" e su un Mini-CD esclusivamente in Italia. Ad oggi, questo disco è presumibilmente fuori produzione e difficile da trovare.

### Animali In Calore Surriscaldati Con Ipertermia Genitale
La traccia dei Fantômas è tratta dalle sessioni di registrazione che hanno prodotto entrambe le loro uscite precedenti, Suspended Animation del 2005 e Delìrium Còrdia del 2004.

## Tracce
Lato A
1. Animali In Calore Surriscaldati Con Ipertermia Genitale – 0:44

Lato B
1. Cat in Red – 1:59